# Psilogramma
Genre
Le genre Psilogramma regroupe des lépidoptères (papillons) de la famille des Sphingidae, de la sous-famille des Sphinginae et de la tribu des Sphingini.

## Systématique
Le genre a été décrit par les entomologistes britanniques Lionel Walter Rothschild et Heinrich Ernst Karl Jordan, en 1903.
- L'espèce type pour le genre est Psilogramma menephron (Cramer, 1780).

### Taxinomie
Liste des espèces
- Psilogramma andamanica Brechlin, 2001
- Psilogramma anne Eitschberger, 2001
- Psilogramma ulrichroesleri Eitschberger, 2004
- Psilogramma argos Moulds & Lane, 1999
- Psilogramma bartschereri Eitschberger, 2001
- Psilogramma baueri Eitschberger, 2001
- Psilogramma casuarinae (Walker, 1856)
- Psilogramma choui Eitschberger, 2001
- Psilogramma danneri Eitschberger, 2001
- Psilogramma dantchenkoi Eitschberger, 2001
- Psilogramma dillerorum Eitschberger, 2001
- Psilogramma edii Eitschberger, 2001
- Psilogramma floresica Brechlin, 2001
- Psilogramma frankenbachi Eitschberger, 2001
- Psilogramma gerstbergeri Eitschberger, 2001
- Psilogramma gerstmeieri Eitschberger, 2001
- Psilogramma gloriosa Eitschberger, 2001
- Psilogramma hainanensis Eitschberger, 2001
- Psilogramma hauensteini Eitschberger, 2001
- Psilogramma increta (Walker, [1865])
- Psilogramma japonica Eitschberger, 2001
- Psilogramma joachimi (Clark, 1926)
- Psilogramma jordana Bethune-Baker, 1905
- Psilogramma karui Eitschberger, 2001
- Psilogramma kleineri Eitschberger, 2001
- Psilogramma koalae Eitschberger, 2001
- Psilogramma lifuense (Rothschild, 1894)
- Psilogramma lukhtanovi Eitschberger, 2001
- Psilogramma mandarina Eitschberger, 2001
- Psilogramma mastrigti Eitschberger, 2001
- Psilogramma maxmouldsi Eitschberger, 2001
- Psilogramma medicieloi Eitschberger, 2001
- Psilogramma melanomera (Butler, 1875)
- Psilogramma menephron (Cramer, 1780) Espèce type pour le genre.
- Psilogramma milleri Eitschberger, 2001
- Psilogramma monastyrskii Eitschberger, 2001
- Psilogramma nebulosa (Butler, 1875)
- Psilogramma orientalis Brechlin, 2001
- Psilogramma paukstadtorum Eitschberger, 2001
- Psilogramma hayati Eitschberger, 2004
- Psilogramma reinhardti Eitschberger, 2001
- Psilogramma renneri Eitschberger, 2001
- Psilogramma rupprechtorum Eitschberger, 2001
- Psilogramma salomonis Brechlin, 2001
- Psilogramma stameri Eitschberger, 2001
- Psilogramma surholti Eitschberger, 2001
- Psilogramma vates (Butler, 1875)
- Psilogramma villani Kitching, Treadaway & Hogenes, 2000
- Psilogramma angelika Eitschberger, 2004
- Psilogramma wannanensis Meng, 1990
- Psilogramma wernerwolfi Eitschberger, 2001
- Psilogramma wetarensis Brechlin, 2001
- Psilogramma yilingae Eitschberger, 2001